# Devon Sawa

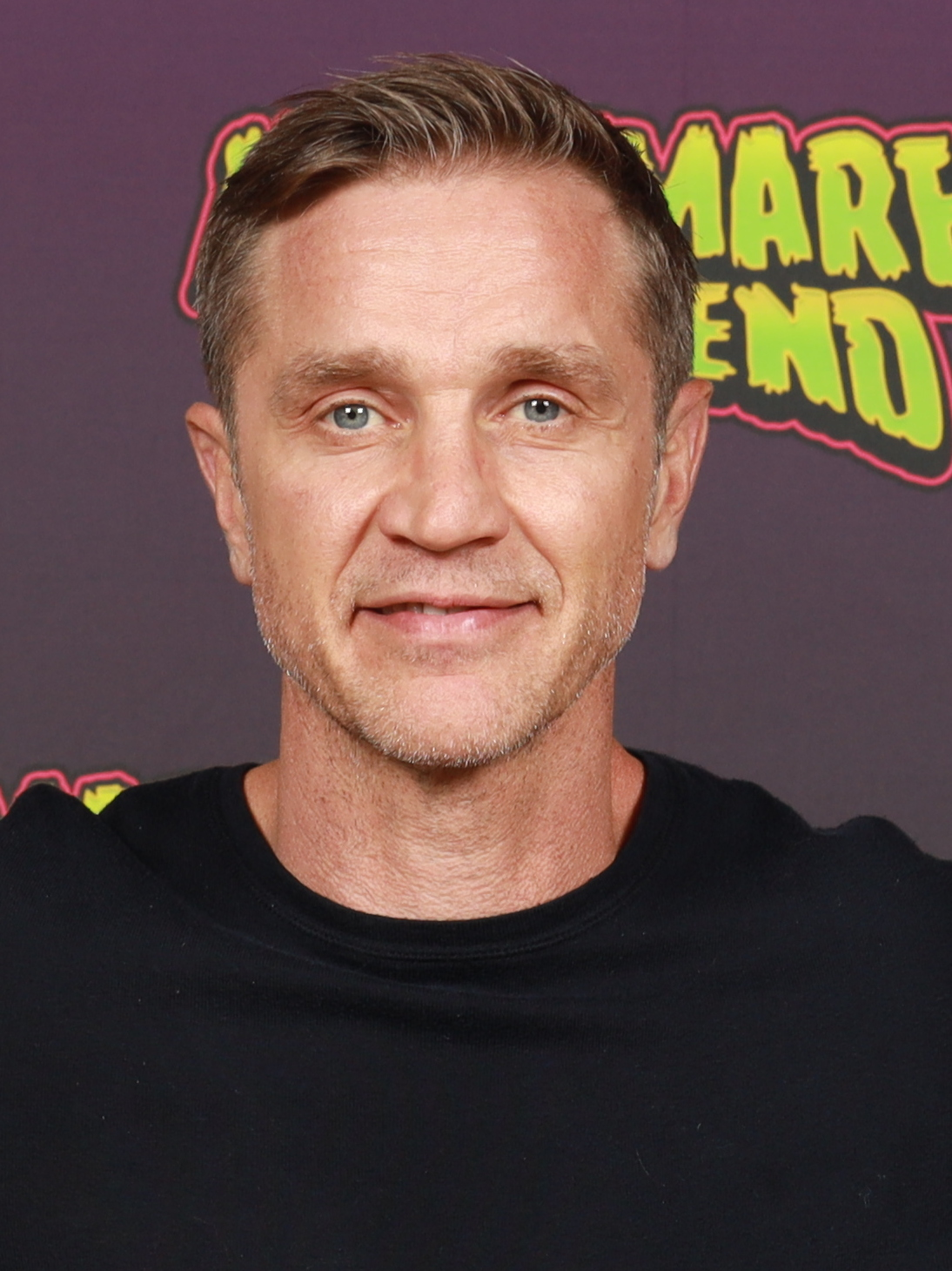
Devon Sawa (2024)

Devon Edward Sawa (* 7. September 1978 in Vancouver, British Columbia) ist ein kanadischer Schauspieler.

## Leben
Sawa wuchs als eines von drei Kindern von Ed und Joyce Sawa auf. Sein Interesse, Schauspieler zu werden, wurde im Kindergarten durch einen Auftritt im Kindertheater geweckt. Im Alter von 15 Jahren hatte er sein Filmdebüt in Die Rückkehr des Sherlock Holmes (1993). Nach zwei weiteren kleinen Rollen hatte er 1995 seine erste Hauptrolle in der Filmkomödie Casper. Eine weitere Hauptrolle übernahm er im Thriller Final Destination (2000), im Jahr zuvor war er in tragender Rolle in Die Killerhand zu sehen.
Außerdem war Sawa in einem Werbespot für die Spielzeugmarke NERF und jeweils in einem Musikvideo des Rappers Eminem (Stan, The Marshall Mathers LP) als auch der Rockband Why Store zu sehen.
2012 stand er neben Mia Kirshner und Nick Stahl in dem Found-footage-Thriller 388 Arletta Avenue vor der Kamera und drehte den Horrorfilm Sibling. Sein Schaffen umfasst mehr als 50 Film- und Fernsehproduktionen.
Seit 2010 ist Sawa mit Dawni Sahanovitch zusammen, die er am 20. Mai 2013 heiratete. Am 9. Januar 2014 wurde ein gemeinsamer Sohn geboren. 2016 bekam das Paar eine Tochter.

## Filmografie (Auswahl)

### Spielfilme
- 1993: Die Rückkehr des Sherlock Holmes (Sherlock Holmes Returns)
- 1994: Kleine Giganten (Little Giants)
- 1995: Casper
- 1995: Now and Then – Damals und heute (Now & Then)
- 1996: Twisters – Die Nacht der Wirbelstürme (Night of the Twisters)
- 1996: Boys Club (The Boys Club)
- 1996: Robin Hood 2000 (Robin of Locksley)
- 1997: Wild America
- 1998: Punk! (SLC Punk)
- 1998: Kein Vater von Gestern (A Cool, Dry Place)
- 1999: Breaking Out – Gegen alle Regeln (Around the Fire)
- 1999: Die Killerhand (Idle hands)
- 2000: Final Destination
- 2000: Schuldig – Ein mörderischer Auftrag (The Guilty)
- 2002: Slackers
- 2002: Extreme Ops
- 2005: Shooting Gallery
- 2008: Devil’s Den
- 2012: The Philly Kid – Never Back Down (The Philly Kid)
- 2013: A Resurrection
- 2014: A Warden’s Ransome
- 2015: The Exorcism of Molly Hartley
- 2015: Der Sturm – Life on the Line (Life on the Line)
- 2019: Jarhead: Law of Return
- 2019: Escape Plan 3: The Extractors (Escape Plan: The Extractors)
- 2019: The Fanatic
- 2020: Disturbing the Peace
- 2020: Hunter Hunter
- 2020: Death Rider in the House of Vampires
- 2021: Black Friday – Überlebenschance stark reduziert! (Black Friday)
- 2022: Gasoline Alley
- 2023: Who Are You People
- 2024: Consumed
- 2024: All the Lost Ones
- 2025: Heart Eyes – Der Pärchen-Killer (Heart Eyes)

### Fernsehserien
- 1992, 1994: The Odyssey (drei Episoden)
- 2003: Spider-Man: The New Animated Series (eine Episode, Stimme)
- 2010: Navy CIS: L.A. (NCIS: Los Angeles, Episode 1x15)
- 2010–2013: Nikita (32 Episoden)
- 2016: Real Detective (Episode Wiedergutmachung)
- 2017: Somewhere Between (zehn Episoden)
- 2018: Hawaii Five-0 (Episode 8x13)
- 2020: MacGyver (Episode 4x7)
- 2021–2024: Chucky
- 2021: Magnum P.I. (zwei Episoden)
- 2022:  Hacks (eine Episode)

## Auszeichnungen
- 1997: Nominierung für den Young Artist Award in der Kategorie Bester Hauptdarsteller in einem Fernsehfilm, Miniserie oder Special für Twisters – Die Nacht der Wirbelstürme
- 2000: Nominierung für den Saturn Award in der Kategorie Bester Nachwuchsdarsteller für Die Killerhand
- 2001: Saturn Award in der Kategorie Bester Nachwuchsdarsteller für Final Destination
- 2001: Nominierung für den Blockbuster Entertainment Award in der Kategorie Beliebtester Schauspieler – Horror für Final Destination